# Campeonato Mundial de Gimnasia Rítmica de 1991
El XV Campeonato Mundial de Gimnasia Rítmica se celebró en El Pireo (Grecia) entre el 9 y el 13 de octubre de 1991 bajo la organización de la Federación Internacional de Gimnasia (FIG) y la Federación Helénica de Gimnasia.
Las competiciones se realizaron en el Estadio de la Paz y la Amistad de la localidad helénica.

## Resultados
| Evento                                  | Oro                                         | Plata                                            | Bronce                                |
| --------------------------------------- | ------------------------------------------- | ------------------------------------------------ | ------------------------------------- |
| Concurso completo ind.                  | Oksana Skaldina Unión Soviética 39,575 pts. | Alexandra Timoshenko Unión Soviética 39,450 pts. | Mila Marinova Bulgaria 39,150 pts.    |
| Cuerda                                  | Alexandra Timoshenko Unión Soviética 9,975  | Kristina Shikerova Bulgaria 9,800                | Oksana Skaldina Unión Soviética 9,725 |
| Pelota                                  | Alexandra Timoshenko Unión Soviética 9,975  | Oksana Skaldina Unión Soviética 9,800            | Mila Marinova Bulgaria 9,750          |
| Mazas                                   | Alexandra Timoshenko Unión Soviética 10,000 | Mila Marinova Bulgaria 9,975                     | Samantha Ferrari · Italia · 9,675     |
| Aro                                     | Alexandra Timoshenko Unión Soviética 10,000 | Mila Marinova Bulgaria 9,975                     | Oksana Skaldina Unión Soviética 9,950 |
| Conjuntos concurso completo             | España · 38,850                             | Unión Soviética 38,800                           | Corea del Norte 38,500                |
| Conjuntos (6 con cinta)                 | Unión Soviética 38,900                      | Bulgaria / · España · 38,850                     |                                       |
| Conjuntos (3 con cuerda + 3 con pelota) | Unión Soviética 38,900                      | España · 38,750                                  | Corea del Norte 38,700                |
| Concurso completo por equipos           | Unión Soviética 118,450                     | Bulgaria 115,850                                 | España · 112,600                      |

## Medallero
| Núm. | País            | Oro | Plata | Bronce | Total |
| ---- | --------------- | --- | ----- | ------ | ----- |
| 1    | Unión Soviética | 8   | 3     | 2      | 13    |
| 2    | España          | 1   | 2     | 1      | 4     |
| 3    | Bulgaria        | 0   | 5     | 2      | 7     |
| 4    | Corea del Norte | 0   | 0     | 2      | 2     |
| 5    | Italia          | 0   | 0     | 1      | 1     |